# Winners Cup 2021 - Qualificazioni singolare
Le qualificazioni del singolare femminile del Winners Open 2021 sono un torneo di tennis preliminare per accedere alla fase finale della manifestazione. Le vincitrici dell'ultimo turno entrano di diritto nel tabellone principale. In caso di ritiro di una o più giocatrici aventi diritto a queste subentrano le lucky loser, ossia le giocatrici che hanno perso nell'ultimo turno ma che hanno una classifica più alta rispetto alle altre partecipanti che avevano comunque perso nel turno finale.

## Teste di serie
1. Panna Udvardy (qualificata)
2. Anna Bondár (primo turno)
3. Paula Ormaechea (qualificata)
4. Jana Fett (qualificata)
5. Gabriela Talabă (secondo turno)
6. Isabella Šinikova (primo turno)

## Qualificate
1. Panna Udvardy
2. Aleksandra Krunić
3. Paula Ormaechea

1. Jana Fett
2. Alexandra Dulgheru
3. Seone Mendez

## Tabellone

### Legenda
| - Q = Qualificato - WC = Wild card - LL = Lucky loser | - ALT = Alternate - SE = Special Exempt - PR = Protected Ranking | - w/o = Walkover - r = Ritirato - d = Squalificato |

### Sezione 1
|  | Primo turno | Primo turno         | Primo turno         | Primo turno | Primo turno |  |  | Secondo turno | Secondo turno     | Secondo turno | Secondo turno | Secondo turno |  |
|  |             |                     |                     |             |             |  |  |               |                   |               |               |               |  |
|  | 1           | Panna Udvardy       | Panna Udvardy       | 6           | 6           |  |  |               |                   |               |               |               |  |
|  |             | Martina Di Giuseppe | Martina Di Giuseppe | 1           | 3           |  |  | 1             | Panna Udvardy     | 6             | 4             | 6             |  |
|  |             | Ulrikke Eikeri      | Ulrikke Eikeri      | 3           | 3           |  |  | 12            | Ana Sofía Sánchez | 2             | 6             | 4             |  |
|  | 12          | Ana Sofía Sánchez   | Ana Sofía Sánchez   | 6           | 6           |  |  |               |                   |               |               |               |  |

### Sezione 2
|  | Primo turno | Primo turno       | Primo turno       | Primo turno | Primo turno |  |  | Secondo turno | Secondo turno     | Secondo turno     | Secondo turno | Secondo turno |  |
|  |             |                   |                   |             |             |  |  |               |                   |                   |               |               |  |
|  | 2           | Anna Bondár       | Anna Bondár       | 5           | 2           |  |  |               |                   |                   |               |               |  |
|  |             | Aleksandra Krunić | Aleksandra Krunić | 7           | 6           |  |  |               | Aleksandra Krunić | Aleksandra Krunić | 6             | 6             |  |
|  | WC          | Miriam Bulgaru    | 1                 | 6           | 6           |  |  | WC            | Miriam Bulgaru    | Miriam Bulgaru    | 1             | 2             |  |
|  | 7           | Daniela Seguel    | 6                 | 2           | 3           |  |  |               |                   |                   |               |               |  |

### Sezione 3
|  | Primo turno | Primo turno                | Primo turno                | Primo turno | Primo turno |  |  | Secondo turno | Secondo turno      | Secondo turno | Secondo turno | Secondo turno |  |
|  |             |                            |                            |             |             |  |  |               |                    |               |               |               |  |
|  | 3           | Paula Ormaechea            | Paula Ormaechea            | 7           | 6           |  |  |               |                    |               |               |               |  |
|  |             | Valentini Grammatikopoulou | Valentini Grammatikopoulou | 5           | 4           |  |  | 3             | Paula Ormaechea    | 4             | 7             | 6             |  |
|  |             | Alexandra Ignatik          | 6                          | 2           | 0           |  |  | 10            | Lucrezia Stefanini | 6             | 65            | 4             |  |
|  | 10          | Lucrezia Stefanini         | 3                          | 6           | 6           |  |  |               |                    |               |               |               |  |

### Sezione 4
|  | Primo turno | Primo turno           | Primo turno           | Primo turno | Primo turno |  |  | Secondo turno | Secondo turno         | Secondo turno         | Secondo turno | Secondo turno |  |
|  |             |                       |                       |             |             |  |  |               |                       |                       |               |               |  |
|  | 4           | Jana Fett             | Jana Fett             | 6           | 6           |  |  |               |                       |                       |               |               |  |
|  |             | Tena Lukas            | Tena Lukas            | 2           | 4           |  |  | 4             | Jana Fett             | Jana Fett             | 6             | 6             |  |
|  | WC          | Vanessa Popa Teiușanu | Vanessa Popa Teiușanu | 7           | 7           |  |  | WC            | Vanessa Popa Teiușanu | Vanessa Popa Teiușanu | 4             | 1             |  |
|  | 11          | Jessica Pieri         | Jessica Pieri         | 64          | 5           |  |  |               |                       |                       |               |               |  |

### Sezione 5
|  | Primo turno | Primo turno        | Primo turno        | Primo turno | Primo turno |  |  | Secondo turno | Secondo turno      | Secondo turno | Secondo turno | Secondo turno |  |
|  |             |                    |                    |             |             |  |  |               |                    |               |               |               |  |
|  | 5           | Gabriela Talabă    | Gabriela Talabă    | 6           | 6           |  |  |               |                    |               |               |               |  |
|  | WC          | Ilinca Amariei     | Ilinca Amariei     | 4           | 1           |  |  | 5             | Gabriela Talabă    | 6             | 4             | 4             |  |
|  | WC          | Alexandra Dulgheru | Alexandra Dulgheru | 6           | 6           |  |  | WC            | Alexandra Dulgheru | 4             | 6             | 6             |  |
|  | 8           | Marie Benoît       | Marie Benoît       | 3           | 3           |  |  |               |                    |               |               |               |  |

### Sezione 6
|  | Primo turno | Primo turno        | Primo turno        | Primo turno | Primo turno |  |  | Secondo turno | Secondo turno | Secondo turno | Secondo turno | Secondo turno |  |
|  |             |                    |                    |             |             |  |  |               |               |               |               |               |  |
|  | 6           | Isabella Shinikova | Isabella Shinikova | 0           | 2           |  |  |               |               |               |               |               |  |
|  |             | Seone Mendez       | Seone Mendez       | 6           | 6           |  |  |               | Seone Mendez  | 4             | 6             | 6             |  |
|  |             | Katerina Stewart   | Katerina Stewart   | 1           | 5           |  |  | 9             | Irina Fetecău | 6             | 3             | 1             |  |
|  | 9           | Irina Fetecău      | Irina Fetecău      | 6           | 7           |  |  |               |               |               |               |               |  |